# استوربریج (ماساچوست)
استوربریج، ماساچوست
استوربریج (به انگلیسی: Sturbridge) شهرکی در شهرستان ورچستر ایالت ماساچوست می‌باشد که در سال ۱۷۳۸ بنیان‌گذاری شده‌است. این شهرک در سرشماری سال ۲۰۱۰ میلادی، ۹٬۲۶۸ نفر جمعیت داشته‌است.